# Diecéze magdeburská
Diecéze magdeburská (něm. Bistum Magdeburg, lat. Dioecesis Magdeburgensis) je diecéze římskokatolické církve ve východním Německu patřící k paderbornské církevní provincii. Diecéze navazuje na tradici bývalého magdeburského arcibiskupství, ale vznikla 23. července 1973 jako magdeburská apoštolská administratura. Důvodem bylo zřízení samostatné církevní správy v Německé demokratické republice, nezávislé na episkopátu Spolkové republiky Německo. Po znovusjednocení Německa v roce 1994 byla správa povýšena na diecézi.

## Území
Diecéze se rozkládá na východě Německa a zahrnuje většinu Saska-Anhaltska a menší části Braniborska a Saska.
Sídlem biskupa je město Magdeburg, kde se nachází katedrála svatého Šebestiána. K území diecéze patří také bývalá středověká sídla Havelberg, Naumburg, Halberstadt a Merseburg.
Území má rozlohu 24 141 km² a je rozděleno do 44 farností, které jsou sdruženy do 8 děkanátů: Magdeburg, Merseburg, Dessau, Egeln, Halberstadt, Halle, Stendal a Torgau.

## Historie
Magdeburská arcidiecéze měla ve středověku velký význam. Byla založena v roce 968 a její území bylo převzato z diecézí Halberstadt a Merseburg s cílem evangelizovat slovanské národy.
Součástí magdeburské církevní provincie byly také diecéze Merseburg, Havelberg, Naumburg a Míšeň, které byly s výjimkou diecéze Míšeň (diecéze drážďansko-míšeňské) zrušeny.
V roce 1424 se Fridrichu I. Braniborskému podařilo vyjmout libušskou diecézi z církevní provincie hnězdenské arcidiecéze a připojit ji k magdeburské arcidiecézi.
Od roku 1476 se arcibiskupství stalo politicky závislým na Braniborsku a Sasku.
Od roku 1503 do roku 1680 bylo sídlo arcibiskupů přeneseno do Halle nad Sálou.
Od roku 1541 připadlo arcibiskupství braniborskému rodu. Kardinál Albert Braniborský, arcibiskup v letech 1513–1545, v nejisté politické situaci a s malými finančními prostředky, nebyl schopen čelit šíření protestantismu v arcidiecézi. Ani pokusy jeho nástupců Jana Alberta a Fridricha IV. nebyly účinné a většina kanovníků katedrály se přidala k protestantismu.
V roce 1566 přešla moc na protestantského apoštolského správce. Během třicetileté války měl Magdeburg opět katolického biskupa, Leopolda Viléma Rakouského, a Vestfálským mírem (1648) se arcidiecéze stala součástí Braniborského knížectví.
V témže roce 1648 bylo arcidiecéze zrušena a území bylo začleněno do Apoštolského vikariátu severních misií a od roku 1821 do paderbornská diecéze.
Po druhé světové válce se části paderbornské arcidiecéze nacházely v sovětské okupační zóně a poté v Německé demokratické republice a pro biskupy bylo stále obtížnější spravovat tyto části své arcidiecéze; z tohoto důvodu zřídili arcibiskupský komisariát (Erzbischöfliches Kommissariat Magdeburg) se sídlem v Magdeburku.
V roce 1973 Svatý stolec zřídil Bischöflichen Amt Magdeburg (Apoštolskou správu Magdeburg), jejíž pastorační řízení svěřil apoštolskému administrátorovi s biskupským charakterem, čímž fakticky pozastavil jurisdikci paderbornských arcibiskupů. Apoštolskými administrátory byli Johannes Braun, titulární biskup v Puzia di Bizacena (1973–1990), a Leopold Nowak, titulární biskup v Cissa (1990–1994).
Po pádu Berlínské zdi a znovusjednocení Německa Svatý stolec reorganizoval německá diecézní území. Na základě dohody se spolkovými zeměmi Sasko-Anhaltsko, Braniborsko a Sasko ze dne 13. dubna 1994 byla zřízena diecéze Magdeburg, kanonicky ustanovená bulou Cum gaudio et spe papeže Jana Pavla II. dne 27. června 1994; nová diecéze se stala součástí církevní provincie arcidiecéze paderbornské.
Diecéze zahrnovala Bischöflichen Amt Magdeburg s výjimkou některých obcí převedených do diecézí Hildesheim a drážďansko-míšeňské a do někdejších diecézí erfurtské a zhořelecké; zároveň bylo území rozšířeno o obce převzaté z Bischöfliches Amt Erfurt-Meiningen (diecéze Erfurt).
Podle konventu z 13. dubna měla právo jmenovat biskupy katedrální kapitula ze seznamu tří jmen navržených Svatým stolcem v souladu s článkem 6 konkordátu s Pruskem z roku 1929. Biskupy jmenovala katedrální kapitula.
Apoštolskou listinou Sanctum Norbertum z 12. července 1994 byli sv. Norbert, sv. Mořic a sv. Gertruda z Helfty prohlášeni za patrony diecéze.